# PS-640
PS-640 är ett danskbyggt radarsystem som sedan 2012 används av den svenska marinen för kustbevakning. Den ersätter de äldre radarsystemen PS-239 och PS-15 från 1960-talet, samt PS-615 och PS-619 från 1980-talet.
Systemet ska också användas för gränsbevakning enligt Schengenregelverket. Den saknar kvalificerat skydd mot avsiktlig störning eftersom det är en civil produkt.
År 2012 levererade Försvarets materielverk 48 stycken PS-640, som nu är utplacerade längs Sveriges kustlinje. Sjöinformationscentralerna hämtar in och bearbetar informationen från radarstationerna. Med hjälp av Automatic Identification System (AIS) som finns ombord på de flesta handelsfartyg kan dessa identifieras.
Flera ledningscentraler kan samtidigt få tillgång till informationen från radarstationerna, då de är sammanlänkade i ett nätverk.